# Gehöft Alte Tieckower Straße 5 (Havelsee)
Das Gehöft in der Adresse Alte Tieckower Straße 5 in der Stadt Havelsee, im Gemeindeteil Tieckow ist ein unter Denkmalschutz stehendes Wohngebäude mit zugehörigen Stallungen. Es ist das älteste Haus Tieckows und zeichnet sich durch seine sogenannte, im Haus zentral gelegenen Schwarze Küche und seinen noch erhaltenen Rauchfang aus.

## Bauwerk
Etwa um das Jahr 1780 wurde das einstöckige Wohnhaus erbaut. Es ist damit das älteste erhaltene Haus Tieckows. Zu jener Zeit wurden die Häuser so gebaut, dass der zentrale Raum die Küche war. In dieser wurde auf einem Ziegelboden einer offenen Feuerstellen betrieben. Über das Feuer stellte man einen Dreifuß, über dem gekocht werden konnte. Der Rauch zog über einen Rauchfang direkt ab. In einem solchen Rauchfang konnten Lebensmittel zum Räuchern aufgehängt und so haltbar gemacht werden. Die fensterlose Schwarze Küche in der Mitte des Hauses ist bis heute erhalten. Ebenfalls existiert noch der Rauchfang mit einem Mantelschornstein, auch wenn Küche und Rauchfang durch eine vor mehr als 100 Jahren eingezogene Kappendecke getrennt wurden.
Zur Alten Tieckower Straße befindet sich mittig die zweiflüglige Eingangstür mit einer nur leicht verzierten Zarge. Rechts und links dieses Haupteingangs gibt es jeweils zwei schmucklose Fenster mit Läden. Daneben existiert ein schlichtes Traufgesims. Dieses verläuft um das Haus und somit als Gesims auch über die giebelseiten Hauswände. Oberhalb dieses Gesims gibt es in der Giebelwand jeweils ein Fenster. Rechts und links neben diesen Fenstern wurden auf der Westseite leicht hervortretend profiliert die Buchstaben W und T und auf der Ostseite zwei Anker eingearbeitet. In der Ostwand gibt es ein weiteres Fenster unterhalb des beschriebenen Gesims. Das Dach besitzt beidseits einen Krüppelwalm und den bereits erwähnten Mantelschornstein.
Neben dem Wohnhaus verfügt das Anwesen über Stallgebäude, Scheune und Schuppen, die ebenfalls zum Denkmal gehören.